# Муко

Муко́ (яп. 向日市, むこうし, МФА: [mukoː ɕi]?) — місто в Японії, в префектурі Кіото.     Отримало статус міста 1972 року. Площа становить 7,67 км². Станом на 1 жовтня 2017 року населення складало 55 729  осіб, густота населення — 7270 осіб/км².     

## Історія
Міядзу отримало статус міста 1 жовтня 1972 року.